# (794) Irenaea
(794) Irenaea est un astéroïde de la ceinture principale découvert le 27 août 1914 par l'astronome autrichien Johann Palisa.
Sa désignation provisoire était 1914 VB.